# Xeramoeba gracilis
Xeramoeba gracilis är en tvåvingeart som beskrevs av Wray Merrill Bowden 1964. Xeramoeba gracilis ingår i släktet Xeramoeba och familjen svävflugor.
Artens utbredningsområde är Ghana. Inga underarter finns listade i Catalogue of Life.